# Setana
Setana (japanska: せたな町?, Setana-chō) är en landskommun (köping) i Hokkaido prefektur i Japan. 